# 證券型代幣發行
證券型代幣發行（英語：Security Token Offering；簡稱STO）是一種公开发行的方式，將代幣化（Tokenized）的數位證券（稱為證券代幣，security token）在證券型代幣交易所（security token exchange）出售。代幣可以用來交易像是所有者權益或固定收益证券的金融资产，利用区块链系統來儲存以及確認代幣交易。
因為證券型代幣發行被分類為證券，證券型代幣發行較容易受到監管，相較於首次代币发行（ICO），是更加安全的投資選擇（目前在首次代币发行已有許多詐騙的情形）。
而且，ICO不是透過证券交易所來持有，因此相較於首次公开募股（IPO），對於中小型公司來說，ICO是比較便宜的籌募基金管道。不過，在受監管證券交易所的STO（稱為代幣化IPO）有可能大幅減少成本，提高效率。
到2019年底為止，已有許多的交易有使用STO，包括纳斯达克股票的交易，在World Chess（世界国际象棋联合会的官方廣播平台）的pre-IPO、以及新加坡交易所中STO交易的產生，背後是東海東京金融控股有限公司的支持。

## 外部連結
- .   [2024-04-05]. （原始内容存档于2024-03-11）.*
- 證券型代幣發行:金融市場演進的下一階段? （页面存档备份，存于）
- 代幣化及證券型代幣發行： 香港對加密貨幣及金融科技的監管 （页面存档备份，存于）